# فيل هال
فيل هال (بالإنجليزية: Phil Hall)‏ هو ناقد سينمائي وكاتب وصحفي أمريكي، ولد في 1964 في ذا برونكس في الولايات المتحدة.

## وصلات خارجية
- فيل هال على موقع IMDb (الإنجليزية)
- فيل هال على موقع ميتاكريتيك (الإنجليزية)
- فيل هال على موقع روتن توميتوز (الإنجليزية)
- فيل هال على موقع روتن توميتوز (الإنجليزية)
- فيل هال على موقع ألو سيني (الفرنسية)
- فيل هال على موقع أول موفي (الإنجليزية)
- فيل هال على موقع قاعدة بيانات الفيلم (الإنجليزية)
- فيل هال على موقع كينوبويسك (الروسية)